# Argentina Open 2025
Argentina Open 2025 — тенісний турнір, що проходив на ґрунтових кортах у місті Буенос-Айрес (Аргентина) з 10 по 16 лютого. Належав до категорії ATP 250.

## Фінальна частина

### Одиночний розряд
Жуан Фонсека —  Франсіско Черундоло 6–4, 7–6(7–1)

### Парний розряд
Гвідо Андреоцці /  Тео Аррібаже —  Рафаель Матос /  Марсело Мело 7–5, 4–6, [10–7]